# Rolf Andersson (fotbollsspelare)
Rolf Christer "Kocken" Andersson, född 21 december 1942 i Oskarshamn, död 3 januari 2023 i Källa distrikt på Öland, var en svensk fotbollsspelare.
Andersson slog igenom i IFK Oskarshamn och värvades efter bland annat ett allsvenskt kvalspel för dåvarande division 2-laget Öster i början av 1960-talet. Först kom han till IFK Stockholm och därefter till Hammarby. Där han blev en viktig målgörare. I sin första match i Hammarby, gjorde han båda målen när laget vann över Djurgården med 2-1. 1968 gjorde Kocken 34 mål för Hammarby i div 2 Svealand. Bland annat gjorde han detta år sju mål mot Åshammar på Söderstadion.
Till Jönköpings Södra kom Andersson vid sommaruppehållet 1969. Den allsvenska nykomlingen J-södra hade under vårsäsongen bara lyckats göra fyra mål och var i stort behov av en etablerad målskytt.
Andersson inledde med att göra ett mål i bortamatchen mot IFK Norrköping där det dock blev förlust för Jönköpings Södra med 3-5. Redan veckan efter slog dock Andersson till med besked. Jönköpings Södra tog i bortamötet med Malmö FF ledningen med 4-0 efter två mål vardera av Andersson och Ola Sjödahl. Trots en hård MFF-press lyckades Jönköpings Södra hålla undan till seger och började en dramatisk kamp att undvika degradering. Jönköpings Södra fick ytterligare fyra höstsegrar samtidigt som publiksiffrorna på Stadsparksvallen steg drastiskt och denna höst kom tre gånger över 10 000 till en match. Jönköpings Södra inspelade bara 15 poäng och blev näst sist i Allsvenskan och därmed degraderades laget till division 2. Andersson var därefter under fem-sex år lagkapten och en av de mest dominerande målskyttarna i division 2. Totalt gjorde han 116 mål för Jönköpings Södra på 155 spelade seriematcher.
Landslagsfacit för Andersson är åtta A-kamper med Sverige med sammanlagt fyra gjorda mål. Mest känd är hans mål mot England på Wembley Stadium den 22 maj 1968.
Andersson var även duktig i bandy och ishockey. På senare år var han bosatt i Löttorp på Öland.
Andersson nämns i Torssons sång Det spelades bättre boll från 1980 med raden Matchen började med att Kocken passade fel.